# Storoschewoi
Die Storoschewoi (russisch Сторожевой) war eine Fregatte des Projekts 1135 der Sowjetischen Marine. Sie war Teil der Baltischen Flotte.

## Meuterei
Auf der Fregatte brach am 9. November 1975 eine Meuterei aus. Anführer war der Politoffizier Waleri Sablin, der nach dem Kapitän der ranghöchste Offizier an Bord war. Nach einer Vorführung des Films Panzerkreuzer Potemkin hatte Sablin den Kapitän eingeschlossen und in einer Ansprache an die Besatzung  
das Abweichen der Kommunistischen Partei von Idealen Lenins angeprangert. Er stellte seinen Plan vor, das Schiff mit Freiwilligen zu übernehmen und von Riga nach Leningrad zu laufen, um sich dort über die Medien an die Parteiführung und die Bevölkerung zu wenden. Die Marineführung fürchtete jedoch eine Flucht der Besatzung nach Schweden und stellte Jak-28-Bomber und verfügbare Kriegsschiffe zu Kampfgruppen zusammen, um die auslaufende Storoschewoi aufzuhalten und notfalls zu versenken.
Verfolgt von den eigenen Streitkräften, gab Sablin schließlich das Unterfangen auf. Er wurde verhaftet, von einem Militärgericht zum Tode verurteilt und am 3. August 1976 hingerichtet.

## Außerdienststellung
Das Schiff blieb noch bis 2002 im Dienst und ist inzwischen verschrottet.

## Fiktion
Elemente der Meuterei auf der Storoschewoi inspirierten Tom Clancy bei der Abfassung seines Romans Jagd auf Roter Oktober.